# ゼネラル・エレクトリック CFE738
ゼネラル・エレクトリック CFE738は、CFE カンパニーで製造されるビジネス/コミュータ機向けの小型のターボファンエンジン。ダッソー ファルコン 2000に使用されている。

## 設計
CFE738は単段式のファンを3段の低圧タービンで駆動する。高圧圧縮機は5段の軸流式圧縮機と遠心式圧縮機を併用していて2段の高圧タービンで駆動する。
エンジンの圧縮比は35:1で遠心圧縮機により高圧を得られる。他のサイクル変数はバイパス比は5.3で空気流量は240lb/sである。離陸時の推力はflat-ratedからISA+15Cで5600lbfである。

## 仕様
- ファン/圧縮機の段数: 1段/(軸流式5段+遠心式1段)
- 高圧タービン/低圧タービンの段数: 2段/3段
- ファン直径 単位インチ: 35.50
- 全長 単位インチ: 68.3
- 基本エンジン重量　単位ポンド: 1,214
- 乾燥重量 単位ポンド: 1,325
- 最大推力  (海面高度静止状態)　単位ポンド: 5,918
- 単位推力毎の1時間あたりの燃料消費 (海面高度静止状態) ~lb/hr/lbf: 0.369
- 巡航時の推力 (マッハ 0.8,40000ft,ISA) 単位ポンド: 1310
- 単位推力毎の1時間あたりの燃料消費(マッハ 0.8,高度40000ft,ISA)~lb/hr/lbf: 0.645
- 圧縮比 (Top-of-Climb): ~30:1
- バイパス比: 5.3
- 空気流量: 240lb/s

## 関連
- 航空用エンジンの一覧
- ゼネラル・エレクトリック GE38